# Братислав Живкович (четник)
Братислав Живкович (серб. Братислав Живковић / Bratislav Živković 12 листопада 1975, СРЮ — 2 січня 2025, Курська область) — сербський четник, російський шпигун, доброволець у російській армії, керівник контингенту сербів у війні проти України, брав участь у дестабілізації на Балканах на користь Росії.

## Біографія
У 16 років брав участь у війні в Боснії та Герцеговині, де займався терором місцевого населення в тому числі і хорватських католиків. Після завершення бойових дій відправився на війну в Косово . Після повного завершення війн Живкович очолював екстремістську організацію «Четницький Покров» у Сербії. Був командиром групи сербських четників, яка брала участь у анексії Криму, стверджуючи, що вони мають спільну православну віру та повагу до Росії. Під час анексії його четники поставили блокпости поряд із формуваннями російських казаків. Він та його друзі Неманя Попович, Милутин Малишич і Славиша Дьокич поїхали на півострів на заклик російських казаків під проводом Атамана Тимура та байкерів «Нічних вовків» й сформували там відділ «Цар Лазар».
Пізніше він брав участь у війні на Донбасі у складі добровольчого підрозділу «Континентальне об'єднання» у складі так званої ДНР.
Живковичу заборонили в'їзд до Чорногорії в 2015 році через участь у російсько-українській війні. Громадянину Боснії та Герцеговини Живковичу також заборонили в'їзд на батьківщину в 2017 році. тому що він брав участь у військових діях на боці Росії, що є першим в країні обвинувальним актом проти громадянина Боснії за участь в боях в Україні.
У 2017 році Живковича затримали в Румунії та згодом видворили з країни, заборонивши в'їзд до будь-якої країни НАТО за звинуваченням у російському шпигунстві. Румунська розвідка заявила, що Живкович «виявляє зацікавленість в отриманні секретних документів щодо критичної інфраструктури та національних і союзницьких військових цілей, розташованих на південному сході Румунії, з наміром вплинути на стратегічне партнерство».. 2017 року він чотири рази в портовому місті Констанца і був спійманий на фотографуванні військових радарів і авіабази Міхаїл Когелнічану.
В серпні 2018 року Живковича заарештували в Сербії за «організацію війни чи збройного конфлікту в чужій країні», тобто за участь у російській анексії Криму та війні на Донбасі того року, ще 28 членів його четницької організації були засуджені в Белграді за той самий злочин. Того ж року українськими правоохоронцями проти Живковича та інших іноземних найманців було порушено кримінальну справу за фактом участі у війні проти України, а також вербування для цієї мети іноземців.
2022 року Живкович і його четники були активними учасниками російського вторгнення в Україну. 22 лютого 2023 року Живкович був серед глядачів публічного виступу російського президента Володимира Путіна у першу річницю повномасштабного вторгнення РФ в Україну.
2 січня 2025 року Живковича було ліквідовано ЗСУ під час Курської операції.